# 三野後国造
三野後国造（みののみちのしりのくにのみやつこ・みののみちのしりのこくぞう）は美濃国東部を支配した国造。

## 概要

### 表記
『先代旧事本紀』「国造本紀」に三野後国造とある。

### 祖先
- 『先代旧事本紀』「国造本紀」によると、出雲大臣命の孫の臣賀夫良命が成務朝に三野後国造に任じられたという。

### 氏族
美濃後氏（みののしりうじ、姓は直）。物部氏と同系で、同族に遠淡海国造、久努国造、珠流河国造、久自国造、小市国造、稲葉国造がいる。

## 本拠
国造の本拠は稲葉山を国の中心としていたと見られる。稲葉山山麓には式内社伊奈波神社が鎮座し、同社には式内社物部神社も合祀されている。

### 支配領域
国造の支配領域は当時三野後国と呼ばれた地域、後の美濃国各務郡、方県郡、可児郡にあたり、現在の岐阜県各務原市、岐阜市、可児市に相当する。また養老郡も関係したか。

## 氏神
国造の氏神は美濃国三宮の伊奈波神社か。

### 墓
賀夫良命塚　岐阜市金町　金神社境内　岐阜市指定